# Ptochophyle dubiefi
Ptochophyle dubiefi là một loài bướm đêm trong họ Geometridae.